# Chimania ferrugina
Chimania ferrugina är en insektsart som beskrevs av Abraham Munting 1970. Chimania ferrugina ingår i släktet Chimania och familjen pansarsköldlöss.
Artens utbredningsområde är Zimbabwe. Inga underarter finns listade i Catalogue of Life.